# Messicobolus magnificus
Messicobolus magnificus är en mångfotingart som först beskrevs av Ottis Robert Causey 1954.  Messicobolus magnificus ingår i släktet Messicobolus och familjen Messicobolidae. Inga underarter finns listade i Catalogue of Life.